# Klapa Trogir
Klapa Trogir nagrađivana je muška klapa iz Trogira. Godine 1964. osnovalo ju je Kulturno-umjetničko društvo Kolo iz Trogira.

## Povijest klape

### Umjetnički voditelji
- Josip Veršić: 1965. – 1969.
- Ljubo Stipišić-Delmata: 1969. – 1972., 1974. – 1975.
- Eduard Tudor: 1972. – 1973., 1984. – 1985.
- Nikolaj Žličar: 1972. – 1974., 1975. – 1976.
- Nikola Buble: 1976. – 1983., 1994. – 1995., 2002. – 2003.
- Loris Voltolini: 1983.
- Joško Ćaleta: 1985. – 1990.
- Vladan Vuletin: 1990. – 1993.
- Mario Milin: 1996. – 1998.
- Jakša Gilić: 2003. – 2004
- Jakov Košćina: 1995. – 1996., 2004.
- Jelena Buble: 2022.

## Vanjske poveznice
- Diskografija na diskografija.com
- O klapi na discogs.com